# Седам цркава Азије
Седам цркава Азије или Седам цркава Апокалипсе представља седам главних цркава раног хришћанства. Азија у имену односи се на римску провинцију Азију, а не на Азију као континент.
Седам цркава поменутих у Откривењу Јовановом:
"Оно што видиш, напиши у књигу и пошаљи црквама које су у Азији: у Ефес, Смирну, Пергам, Тијатири и Сарду, и Филаделфији, и Лаодикији."
(Откривење 1:11)
Данас, седам цркава су јединствена места, популарне туристичке атракције у западној Малој Азији, која се налазе у близини савремених турских градова:
- Ефес,
- Смирна или Измир,
- Пергам,
- Тијатира - близу Акхишар,
- Сард,
- Филаделфија - сада Алашехир,
- Лаодикија - источно од Денизли.

Хришћанског становништва у овим градовима практично више нема након размене становништва према Уговору у Лозани (1923).